# 捷迈邦美
捷迈邦美（英語：Zimmer Biomet）是一位美国医疗器械公司。

## 历史
1927年在美国印地安纳州成立捷迈公司，主要生产骨科医疗器械，1972年被百时美施贵宝收购成为其骨科业务部，1994年正式进入中国市场，2001年从百时美施贵宝剥离后为独立公司，并同时在纽约证券交易所成功上市。2015年捷迈公司收购竞争对手邦美公司，正式更名为捷迈邦美控股公司。
- 2016年3月，Zimmer Biomet宣布将收购Ortho Transmission, LLC。该公司还宣布将收购运动医药公司Cayenne Medical, Inc.。[6]
- 2016年晚些时候，Zimmer Biomet宣布公司以每股37美元（总计10亿美元）的价格收购了医疗器械制造商LDR Holding Corporation，将其合并到他们的Spine部门。[6]
- 2016年7月，Zimmer Biomet公司收购了法国外科机器人公司Medtech。
- 2016年8月，Zimmer Biomet公司宣布收购位于特拉华州的CD Diagnostics，这是一家开发免疫测定和生物标志物测试的诊断公司。[6]
- 2016年9月，Zimmer宣布收购Clinical Graphics, B.V.。
- 2017 年 1 月 12 日，Zimmer Biomet 宣布与 DOJ 和 SEC 达成一项决议，同意支付约 3,050 万美元的罚款，该金额不会影响其 2017 年的前景。[6]